# Policía Montada del Canadá

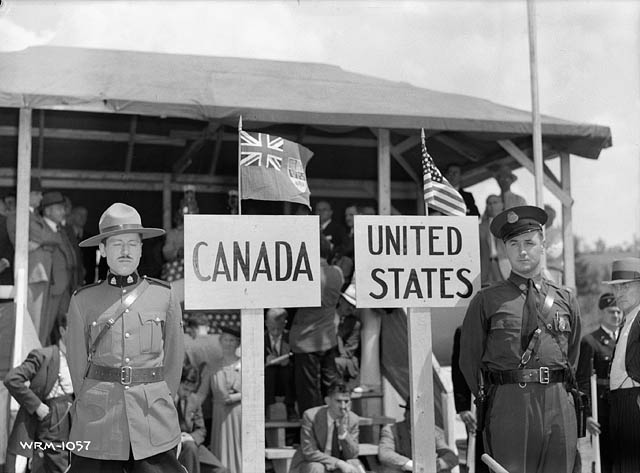
Un miembro de la Real Policía Montada de Canadá y un guardia fronterizo estadounidense en una ceremonia oficial, agosto de 1941.

La Real Policía Montada de Canadá o la Gendarmería Real de Canadá (RPMC; en inglés: Royal Canadian Mounted Police o RCMP; en francés: Gendarmerie royale du Canada o GRC) es la policía federal y nacional de Canadá.
La Real Policía Montada es una fuerza policial de carácter federal (nacional) de Canadá que vigila el cumplimiento de las leyes federales. También tiene acuerdos con los tres territorios y ocho de las provincias para ejercer como policía provincial. La mayoría de las provincias de Canadá, aunque por la constitución son responsables de velar por el orden en su territorios prefieren ceder esta responsabilidad a la Policía Montada. Por lo tanto, ésta opera bajo la dirección de las provincias persiguiendo las violaciones a las leyes en el ámbito municipal y provincial. Las excepciones son Ontario, Quebec y algunas partes de Terranova y Labrador, que mantienen sus propias fuerzas de policía, la Ontario Provincial Police, la Sûreté du Québec, y la Royal Newfoundland Constabulary, respectivamente. Además, muchos pueblos y ciudades de Canadá llegaron a acuerdos con la Policía Montada para que ejerza como fuerza de policía municipal. A causa de todas estas extensiones a sus funciones base, la Policía Montada es la mayor fuerza policial de Canadá. En abril de 2005 disponía de 23 466 trabajadores.
La Policía Montada debe desempeñar una inusualmente gran variedad de obligaciones: las derivadas de su ejercicio en las áreas rurales y urbanas; la protección del primer ministro, del gobierno canadiense, de los dignatarios visitantes y de las misiones diplomáticas; las debidas a su condición de policía federal, que incluye la persecución del fraude, la falsificación y otros asuntos relacionados; el antiterrorismo y la seguridad nacional y servicios de fuerza policial internacional, en virtud de acuerdos con otros estados. El servicio de seguridad de la Policía Montada fue precursor del Canadian security intelligence service (agencia de inteligencia de Canadá), que hasta 1984 estuvo operativo y era responsable de las actividades de inteligencia y contrainteligencia.
La Policía Montada es heredera de la North West Mounted Police (NWMP) y la Dominion Police, fundadas en 1873 y 1868 respectivamente. La NWMP obtuvo el título de “Real” en 1904, pasando a ser la Royal North West Mounted Police (RNWMP). En 1920 fue rebautizada como Royal Canadian Mounted Police tras la fusión de la RNWMP con la Dominion Police. Entre ellos, los Mounties se refieren a su organización como “The force” (La fuerza), y a los otros miembros de la fuerza como “miembros”.

## Historia

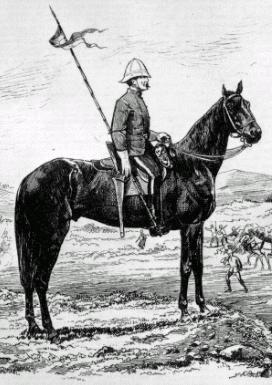
Lancero de la North West Mounted Police, 1875.

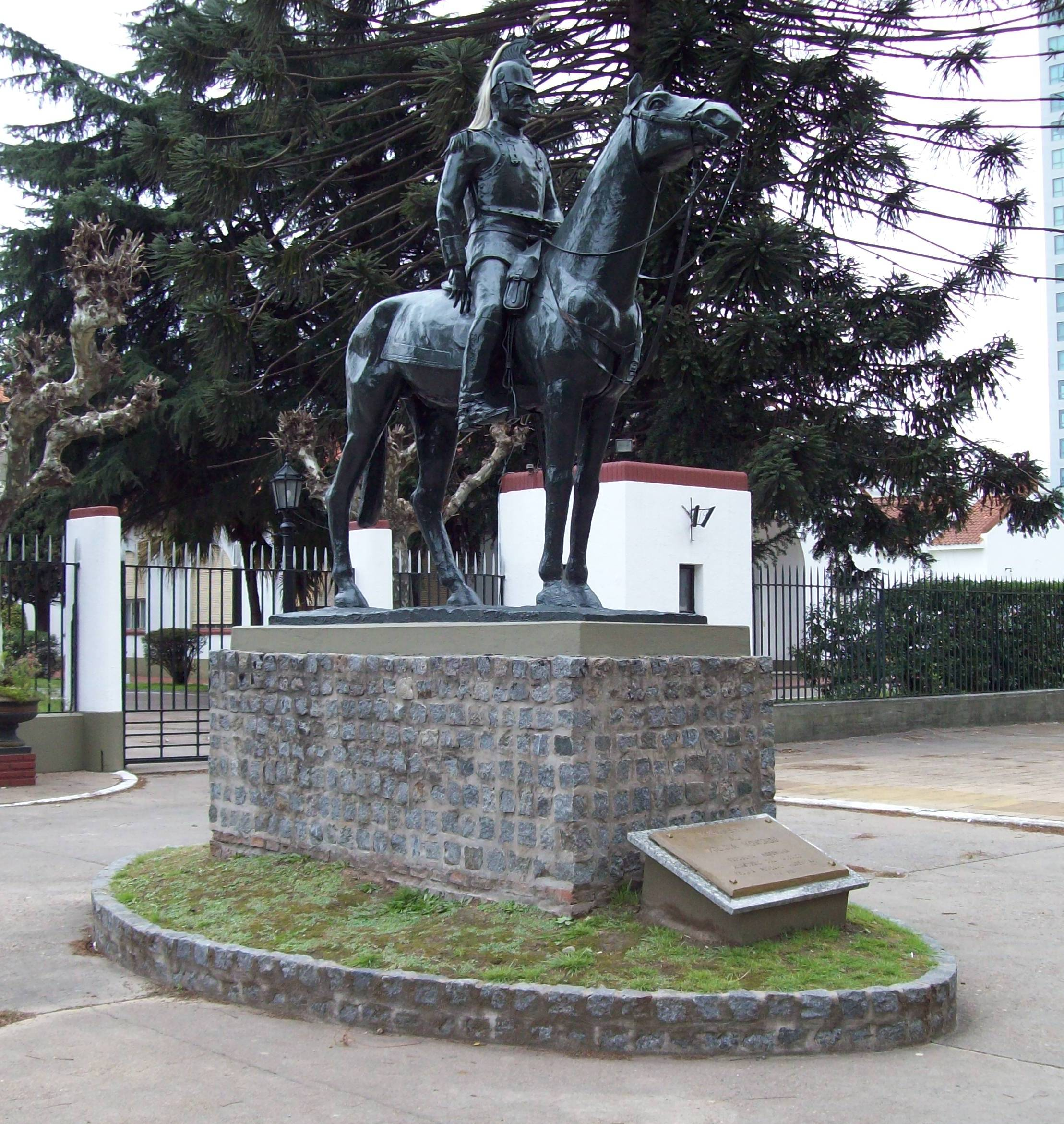
Monumento al Policía Montado, frente a la Policía Federal Argentina sobre la Avenida Presidente Figueroa Alcorta, ciudad de Buenos Aires.

La fuerza predecesora de la Policía Montada, la North West Mounted Police (NWMP) fue creada el 23 de mayo de 1873 por Sir John A. Macdonald, primer ministro de Canadá, en un intento de mantener el orden (y asegurar la soberanía canadiense) en los territorios del noroeste, (que entonces incluían a las actuales Alberta, Nunavut, Saskatchewan y la mayor parte de la moderna Manitoba). Esta necesidad era relativamente urgente, pues había informes respecto a comerciantes de whisky de Estados Unidos, especialmente de Fort Whoop-Up que causaban problemas a la región, lo que finalmente acabó en la Masacre de Cypress Hills. Esta fuerza armada en principio se iba a llamar Nort West Mounted Rifles (Rifles montados del noroeste), pero el nombre se rechazó al sonar demasiado militar, pues Macdonald temía que pudiera causar problemas con las First Nations y los Estados Unidos. Siguiendo sugerencias de su gabinete, Macdonald decidió que la fuerza llevaría uniformes rojos. Se organizó de forma similar a un regimiento de caballería del Ejército británico, organización de la que aún mantiene algunas tradiciones, como el Musical ride, una exhibición de habilidad ecuestre.

### Actividades iniciales
La fuerza inicial, capitaneada por el coronel George Arthur French, partió de Fort Dufferin, Manitoba, el 8 de julio de 1874 hacia la actual Alberta. El grupo constaba de 22 oficiales y 287 infantes —llamados constables o sub-constables—, 310 caballos, 67 carros, 114 carros de bueyes, 18 yuntas de bueyes, 50 vacas y 40. Se puede encontrar un testimonio del viaje en un diario de Henri Julien, un artista de Canadian Illustrated News, que acompañó a la expedición
Los historiadores creen que un hipotético fracaso de la expedición al oeste de 1874 no habría acabado con los planes del gobierno federal de colonizar las planicies occidentales, pero los habrían retrasado mucho. Específicamente, un fracaso habría forzado a la Canadian Pacific Railway a emplear una ruta para su ferrocarril transcontinental que atravesase el parcialmente colonizado valle del Río North Saskatchewan, parando en Prince Albert, Battleford y Edmonton. De ser así no habría habido razones económicas para crear ciudades como Brandon, Regina, Moose Jaw, Swift Current, Medicine Hat y Calgary, lo que, probablemente a la larga habría tentado a los expansionistas estadounidenses de establecerse en la pradera canadiense del sur. Muy posiblemente el éxito de esta primera expedición determinó la historia de Canadá.
Las Actividades originales de la NWMP incluían la regulación del comercio de whiskey y aplicar las leyes creadas por los colonizadores. La NWMP no solo actuaba como policía que aprehendía infractores de la ley, sino también como poder judicial que tenía la capacidad de dictar y aplicar sentencias por violaciones a la ley. Este poder de largo alcance combinado con el rol de asegurar el éxito del establecimiento del recién credo estado de Canadá por medio de ejercer control sobre las First Nations y Métis provocó nerviosismo entre la gente de la región incluyendo las First Nations. Dicho esto, los primeros esfuerzos realizados por la NWMP para erradicar el tráfico de Whiskey complació a las First Nations de la región, aunado a los esfuerzos de la NWMP de presentarse como entidad pacífica. The NWMP fue capaz de forjar una relación pacífica con ellos por años hasta el establecimiento de los Tratados, como el Tratado 7 de 1877. Cuando fueron introducidos los tratados, la NWMP utilizó la confianza que había establecido con las First Nations para convencerlos de firmar los tratados con el gobierno canadiense. Estos tratados habilitaron al gobierno para tomar una gran cantidad de las tierras pertenecientes a las First Nations. Las First Nations en el momento no sabían que habían cambiado sus tierras por porciones más pequeñas de tierra y una compensación mínima. La NWMP fue encargada de enforzar los tratados y sus condiciones mediante la práctica del sistema de pase (Pass System), el cual limitaba el movimiento de los miembros de las First Nations en la región. Esta opresión creó una relación tensa y hostil entre los grupos étnicos. 
En el verano de 1876, Toro Sentado y miles de sioux huyeron del ejército de los Estados Unidos hacia Saskatchewan, y James Morrow Walsh de la NWMP fue el encargado de mantener el orden en los asentamientos sioux en Wood Mountain. Walsh y Toro Sentado se hicieron buenos amigos, lo que preservó la paz en Wood Mountain. En 1885, la NWMP ayudó a sofocar la Rebelión del Noroeste liderada por Louis Riel.

### Fiebre del oro de Klondike

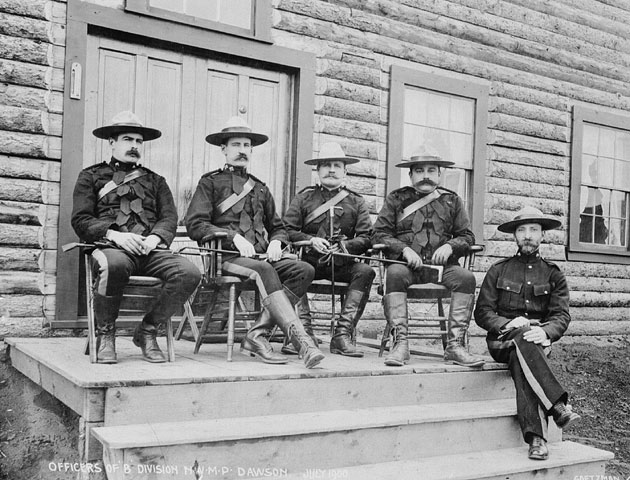
Oficiales de la NWMP, Yukón, 1900.

En 1894, preocupados por la afluencia de mineros estadounidenses y por el comercio de alcohol, el gobierno canadiense envió al inspector Charles Constantine a realizar un informe del estado del Yukón. Constantine pronosticó acertadamente una fiebre del oro y recomendó enviar urgentemente una fuerza armada para asegurar la soberanía canadiense y recolectar los impuestos. Volvería al año siguiente con un grupo de 20 hombres. La NWMP funcionó correctamente en la fiebre del oro de Klondike, que empezó en 1896, bajo el mando de Constantine y su sucesor, Sam Steele. Bajo su vigilancia, la fiebre del oro evolucionó de forma pacífica. La NWMP, además de las actividades policiales, recolectó los impuestos, promulgó una serie de órdenes como inspecciones obligatorias de las embarcaciones que recorrían el río Yukón o la creación de un “tiquet azul” que les permitía expulsar a los que identificaban como “indeseables”. En general, su gestión de la situación fue considerado un éxito. La Policía Montada toleraba ciertas actividades ilegales como el juego y la prostitución. Por otra parte fracasó en asegurar el orden y la soberanía canadiense en Skagway, Alaska. Por aquella época se discutió en el parlamento la disolución de la Policía Montada, pero su ejercicio durante la fiebre del oro había sido tan notable que le había reportado fama mundial, y a la postre este prestigio fue el que aseguró su continuidad.
En 1903 se extendió su jurisdicción a la costa del Ártico. En 1905 a Alberta y Saskatchewan. En 1912, a la parte norte de Manitoba.
Durante la Segunda Guerra de los Bóeres algunos miembros fueron enviados a Sudáfrica. Por su servicio Eduardo VII le otorgó el título real, lo que les rebautizó como Royal North West Mounted Police (RNWMP) el 20 de junio de 1904.
En 1919 la RNWMP fue empleada para sofocar la Huelga general de Winnipeg, cuando algunos empresarios despidieron a un grupo de huelguistas. Durante los disturbios mataron a dos hombres e hirieron a otros treinta.

### Creación de la Royal Canadian Mounted Police

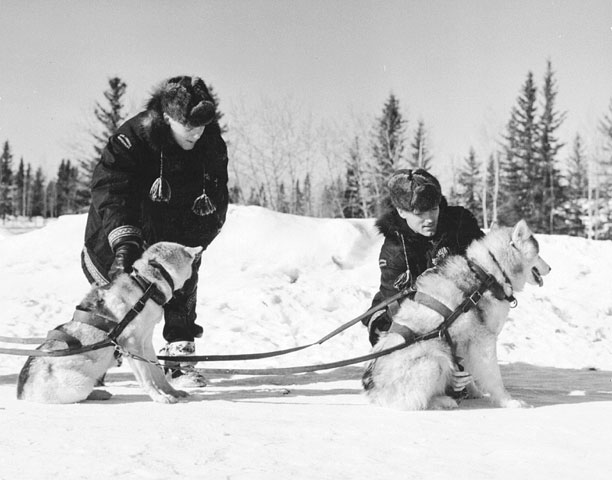
RCMP patrullando con perros de trineo, 1957.

Tras la Primera Guerra Mundial la Policía Montada empezó a considerarse una institución obsoleta, más apropiada para guardar las fronteras decimonónicas que la Canadá industrial del siglo XX. Se recuperó al fusionarla con la Dominion Police el 1 de febrero de 1920, cuando pasó a tomar su nombre actual, la Royal Canadian Mounted Police, con la responsabilidad de salvaguardar la ley federal en todas las provincias y territorios. Además de esta nueva jurisdicción la RCMP empezó a desempeñar el papel de protectora de la seguridad nacional, sobre todo contra el supuesto peligro comunista. En la práctica, esto no sólo significaba que se interesasen por las actividades del Partido Comunista en sí, sino también por el movimiento obrero del período de entreguerras.
La RCMP mató a tres huelguistas en 1931 cuando los mineros del carbón de Bienfait, Saskatchewan se manifestaron cerca de Estevan. En 1935, la RCMP, en colaboración con la Regina Police Service, aplastó el On-to-Ottawa Trek (un movimiento de protesta de obreros desempleados) en lo que tomó el nombre de Revuelta de Regina, en la que resultaron muertos un policía y un manifestante. El Trek fracasó así en su propósito de llegar a Ottawa, aunque alcanzó una gran repercusión política.

### Evolución de sus responsabilidades
En la década de 1920 la RCMP asumió las responsabilidades de agencia de contraespionaje, que mantendría durante varios decenios. Sin embargo, a finales de la década de 1970 se descubrió que había incurrido en el incendio de un granero y en el robo de documentos del partido separatista de Quebec, el Parti Québécois, asesinado a miembros del partido comunista en Manitoba y otros abusos. Esto llevó a la formación de la McDonald Commission, que tomó este nombre de su juez presidente, David Cargill McDonald. La comisión decidió que las labores de inteligencia deberían de ser desempeñadas por un órgano separado, el Canadian Security Intelligence Service (CSIS).
La RCMP también persiguió las violaciones a la ley antidroga desde la década de 1920 y proporcionó apoyo a otras agencias federales, ayudando por ejemplo a los oficiales de inmigración a deportar inmigrantes. Además, el RCMP enforzó el sistema de escuelas residenciales el cual existió de 1880 hasta 1996. Este sistema de escuelas fue creado con el propósito de que los niños pertenecientes a las First Nations asimilen la cultura colonial canadiense, "matar el Indio que llevan dentro." En la mayoría de los casos el RCMP removía el niño perteneciente a las First Nations de la familia y comunidad por la fuerza. Esta práctica de remover y llevar a los niños a las Escuelas Residenciales donde había una alta incidencia de abuso físico, mental y sexual, daño aun más las relaciones entre las First Nations y el RCMP.
En 1932 se incorporaron miembros y embarcaciones del Servicio Preventivo, creando la RCMP Marine Section (sección de marina de la RCMP). La adquisición de la goleta St. Roch facilitó el patrullar por primera vez el territorio ártico de Canadá. Fue la primera embarcación que atravesó el Paso del Noroeste de oeste a este (1940-42), y el primero en circunnavegar Norteamérica (1950).
En 1993, las labores antiterroristas de la RCMP, llevadas a cabo por el Special Emergency Response Team (SERT), fueron transferidas a las Fuerzas Armadas de Canadá, que crearon una unidad llamada Joint Task Force Two (JTF2). La JTF2 heredó equipamiento de la RCMP y la antigua base de formación, que se encontraba cerca de Ottawa.

## Era moderna

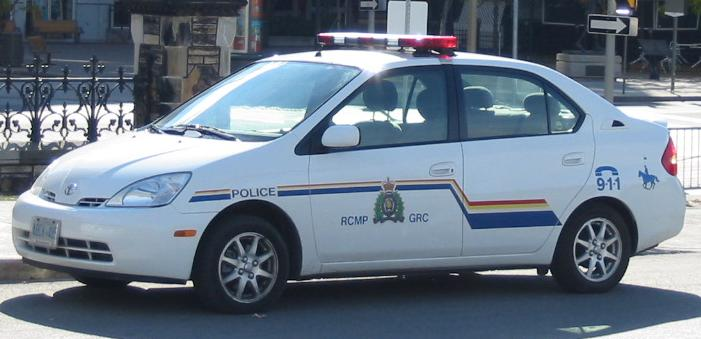
Un coche de patrulla de la RCMP en Ottawa.

El 3 de marzo de 2005 cuatro oficiales de la RCMP resultaron muertos por herida de bala en una operación para recuperar una propiedad que había sido sutraída e investigar una posible plantación de marihuana en Rochfort Bridge, Alberta. El tirador, Jim Roszko, de 46 años, se suicidó en el incidente, conocido como Incidente de Mayerthorpe. Fue la primera vez en la que se mataba a varios miembros de la RCMP desde la Rebelión del Noroeste. Uno de los cuatro policías sólo llevaba en el cuerpo diecisiete días. Las víctimas fueron:
- Const. Lionide (Leo) Nicholas Johnston, 34
- Const. Anthony Fitzgerald Orion Gordon, 28
- Const. Brock Warren Myrol, 29
- Const. Peter Christopher Schiemann, 25[12]

El 7 de julio de 2006, Curtis Dagenais, de 41 años, disparó y mató a dos policías cerca de Mildred, Saskatchewan. Dagenais estuvo en paradero desconocido hasta el 18 de julio, fecha en la que se entregó. Las víctimas fueron:
- Const. Robin Cameron, 29
- Const. Marc Bourdages, 26

El incidente se conoce con el nombre de Incidente de Spiritwood.
La RCMP ha apoyado logísticamente a la Policía Nacional de Haití desde 1994, en lo que en Canadá se considera un asunto controvertido, pues se atribuye a dicha fuerza muchas violaciones de los derechos humanos. Algunos activistas canadienses han pedido que la RCMP deje de entrenarles.
En 2006, el cuerpo de Guardacostas de los Estados Unidos del Noveno Distrito y la RCMP acordaron la puesta en práctica de un programa llamado “Shiprider”, en el que 12 miembros de la RCMP y 16 guardacostas de Míchigan patrullan en las embarcaciones de la nación vecina. La idea es permitir una vigilancia de las fronteras colaborativa.

### La Policía Montada en tiempo de guerra

#### La Guerra de los Bóeres
Durante la Segunda Guerra de los bóeres, algunos miembros de NWMP fueron enviados a luchar con el segundo batallón.

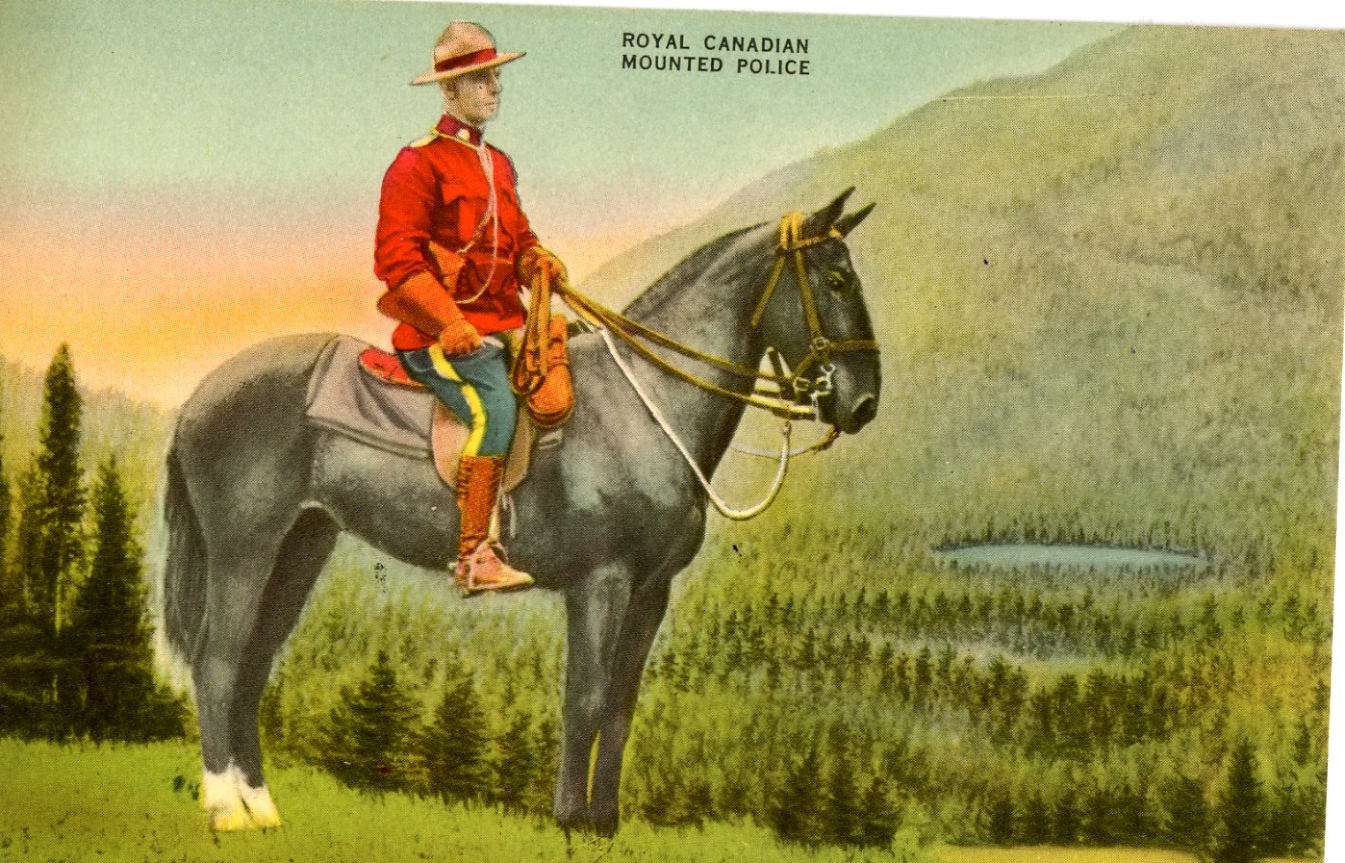
Antigua postal de 1917 con dibujo de un RCMP de la época.

#### Primera Guerra Mundial
Durante la Primera Guerra Mundial, la RNWMP realizó labores de guardia fronteriza, vigilancia y defendieron la seguridad nacional de Canadá. Además algunos oficiales sirvieron fuera de Canadá. El 6 de agosto de 1914 se envió un escuadrón de voluntarios de la RNWMP para servir en Francia. En 1918 se formaron dos nuevos escuadrones. El “Escuadrón A” sirvió en Francia y en Flandes mientras que el “Escuadrón B” sirvió en Siberia.

#### Segunda Guerra Mundial
En 1939, la RCMP llegó a servir en Europa. La unidad resultante luchó y fue condecorada por sus acciones en la Segunda Guerra Mundial.

#### Honores
A pesar de ser una fuerza policial, la RCMP tiene categoría de regimiento, así que puede recibir honores por su servicio en la guerra y el uso de galones. Recibió esta condición en 1921.

#### Servicio en combate
- Noroeste de Canadá 1885, Sudáfrica (segunda guerra bóer) 1900–02
- Primera Guerra Mundial: Francia y Flandes, 1918, Siberia, 1918–19
- Segunda Guerra Mundial: Europa, 1939-45

#### Distinciones
- Insignia de la Canadian Provost Corps[15]

## La RCMP en la cultura popular

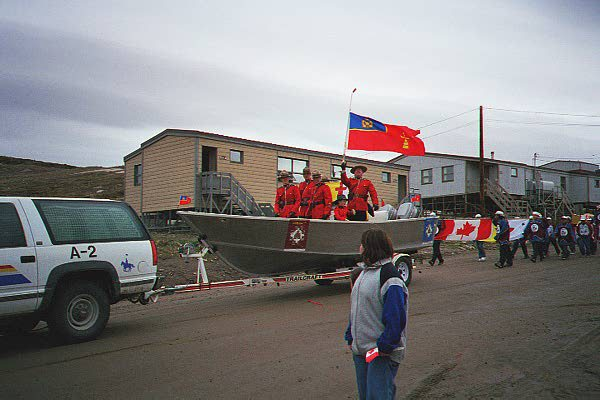
Los “Mounties” en un desfile en Iqaluit, Día Nacional de Canadá, 1999.

Los “Mounties” son un símbolo popular de la cultura de Canadá. Han aparecido en muchas películas de Hollywood, donde a menudo representan a los miembros de la Policía Montada como oficiales de mandíbulas cuadradas, estoicos y educados.
Se producen numerosos objetos de recuerdo relacionados con la RCMP, como estatuas de los Mounties o sombreros Mountie. Antes de 1995 la RCMP ejercía poco control sobre estos productos. Tras la puesta en marcha de la Mounted Police Foundation se encargan de supervisar la calidad y distribución de estos productos. Contrataron la asesoría legal sobre licencias y marketing a la Walt Disney Co. (Canadá) Ltd., la rama canadiense de la Walt Disney Company. Esto generó cierta controversia, pues algunos temen que este trato amenace a la autonomía de la Policía, en principio dependiente sólo de Canadá. El contrato con Disney acabó en 2000. Ahora la fundación gestiona estos derechos.
En el episodio 70 de Las Macabras Aventuras de Billy y Mandy titulado "Prueba del tiempo", puede verse a Irwin (amigo de Billy) vestido de Mountie mientras prepara un trabajo de clase acerca de la historia de Canadá.
En uno de los sketches más famosos del grupo cómico británico Monty Python titulado Lumberjack Song (La canción del leñador) figura un grupo de 5 a 10 Mounties haciendo de coro mientras el protagonista canta sobre las ventajas de ser leñador. Este sketch ha sido interpretado en numerosos espectáculos, desde el Royal Albert Hall hasta el Hollywood Bowl. Tom Hanks hizo una aparición en una de sus representaciones haciendo de Mountie.